# Elwood, Utah
Elwood är en kommun (town) i Box Elder County i Utah. Vid 2020 års folkräkning hade Elwood 1 173 invånare.